# Tropidauchen cristatum
Tropidauchen cristatum är en insektsart som beskrevs av Leo L. Mishchenko 1951. Tropidauchen cristatum ingår i släktet Tropidauchen och familjen Pamphagidae. Inga underarter finns listade i Catalogue of Life.